# Difusión atómica

Iones H^{+} difundiéndose en una red de O^{2-} de hielo superiónico

La difusión atómica es un proceso de difusión mediante el cual el movimiento aleatorio de átomos activado térmicamente en un sólido da como resultado el transporte neto de átomos. Por ejemplo, los átomos de helio dentro de un globo pueden difundirse a través de la pared del globo y escapar, lo que hace que el globo se desinfle lentamente. Otras moléculas de aire (por ejemplo, oxígeno, nitrógeno) tienen movilidades más bajas y, por lo tanto, se difunden más lentamente a través de la pared del globo. Hay un gradiente de concentración en la pared del globo, porque el globo se llenó inicialmente con helio y, por lo tanto, hay mucho helio en el interior, pero hay relativamente poco helio en el exterior (el helio no es un componente principal del aire). La tasa de transporte está gobernada por la difusividad y el gradiente de concentración.

## En cristales

Difusión atómica a través de una red de 4 coordenadas. Tenga en cuenta que los átomos a menudo se bloquean entre sí para que no se muevan a sitios adyacentes. Según la ley de Fick, el flujo neto (o el movimiento de los átomos) siempre tiene la dirección opuesta al gradiente de concentración.

En el estado sólido cristalino, la difusión dentro de la red cristalina se produce por mecanismos intersticiales o de sustitución y se denomina difusión de red. En la difusión de red intersticial, un difusor (como el C en una aleación de hierro) se difundirá entre la estructura de red de otro elemento cristalino. En la difusión de red sustitucional (autodifusión, por ejemplo), el átomo solo puede moverse sustituyendo el lugar con otro átomo. La difusión de la red de sustitución a menudo depende de la disponibilidad de puntos vacantes en toda la red cristalina. Las partículas que se difunden migran de un punto vacante a otro punto vacante mediante saltos rápidos, esencialmente aleatorios (difusión de salto).
Dado que la prevalencia de puntos vacantes aumenta de acuerdo con la ecuación de Arrhenius, la velocidad de difusión del estado sólido cristalino aumenta con la temperatura.
Para un solo átomo en un cristal sin defectos, el movimiento puede describirse mediante el modelo de "camino aleatorio". En 3 dimensiones se puede demostrar que después de {\displaystyle n} saltos de longitud {\displaystyle \alpha } el átomo se habrá movido, en promedio, una distancia de:
{\displaystyle r=\alpha {\sqrt {n}}}
Si la frecuencia de salto está dada por {\displaystyle T} (en saltos por segundo) y el tiempo viene dado por {\displaystyle t}, después {\displaystyle r} es proporcional a la raíz cuadrada de {\displaystyle Tt}:
{\displaystyle r\sim {\sqrt {Tt}}}
La difusión en materiales policristalinos puede implicar mecanismos de difusión de cortocircuito. Por ejemplo, a lo largo de los límites de grano y ciertos defectos cristalinos, como dislocaciones, hay más espacio abierto, lo que permite una menor energía de activación para la difusión. Debido a ello, la difusión atómica en materiales policristalinos a menudo se modela utilizando un coeficiente de difusión efectivo, que es una combinación de coeficientes de difusión de red y de límite de grano. En general, la difusión en la superficie ocurre mucho más rápido que la difusión en el límite de grano, y la difusión en el límite de grano ocurre mucho más rápido que la difusión en red.